# Encarsia horatii
Encarsia horatii är en stekelart som först beskrevs av Girault 1939.  Encarsia horatii ingår i släktet Encarsia och familjen växtlussteklar. Inga underarter finns listade i Catalogue of Life.